# Так поступают все женщины
«Так поступа́ют все же́нщины, или Шко́ла влюблённых» (итал. Così fan tutte, ossia La scuola degli amanti; K.588) — опера-буффа Вольфганга Амадея Моцарта на итальянском языке в двух действиях. Автор либретто Лоренцо да Понте, который также написал либретто к операм Моцарта «Свадьба Фигаро» и «Дон Жуан». Премьера оперы состоялась 26 января 1790 года в Бургтеатре в Вене.

## Название
Опера не только занимает одно из первых мест по числу постановок (364 постановки и 15-е место на 2015 год по версии Operabase), но и имеет огромное количество названий на разных языках. В Германии она шла как «Кто выиграл пари?», «Месть девушек», «Партизаны» и ещё с десятком названий, в «Метрополитен-опере» как «Женщины, подобные этой», в Англии — «Услуга за услугу», в Дании называлась «Побег из монастыря», а во Франции — «Китайский чернорабочий» и «Бесплодные усилия любви».
Краткое русское название оперы — «Так поступают все» — переводит итал. Così fan tutte, тоже из трёх слов. Однако tutte употребляется только с женским родом (с мужским — tutti), и более точным переводом будет «Так поступают все женщины». В советских и российских дореволюционных энциклопедиях опера называлась «Все они таковы, или Школа влюблённых»; в дореформенной орфографии название «Всѣ онѣ таковы» содержит указание на женский род (они — м.р., онѣ — ж.р.), как и итальянский оригинал.

## История создания
Первоначально заказ на оперу предназначался для Антонио Сальери, который, уже начав работу, вскоре отказался от неё. Затем в августе 1789 года заказ от императора Иосифа II, воодушевленного берлинским успехом «Свадьбы Фигаро», поступил Моцарту. Поводом для либретто стала скандальная история, произошедшая в Вене незадолго до этого. Моцарту был предложен достаточно большой гонорар (200 дукатов), и у Моцарта не было возможности отказаться.

### Особенности музыки и либретто
По мнению американского музыковеда Джона Платова, сюжет оперы является аналогичным сюжету оперы Антонио Сальери «Пещера Трофонио»: «Вот этот сюжет с обменом партнера и повторяется в „Так поступают все женщины“. Таким образом, в предположении, что, по крайней мере частично, идея в „Так поступают все женщины“ заимствована из оперы Сальери „Пещера Трофонио“, есть доля правды».
Герой оперы дон Альфонсо — «старик», однако в XVIII веке, когда на первый план выходит всё молодое, по-детски незрелое, стариком могли назвать и мужчину немногим старше 30 лет: «он стар: представь себе, ему не менее тридцати шести лет», говорит о своём женихе одна из героинь популярного романа того времени.
В наше время в театральной практике укрепилось редкое распределение пар по голосам (тенор — меццо-сопрано, баритон — сопрано). Однако оригинальный состав — три сопрано, тенор и два баса (в вокальной музыке баритон добавился к тенору и басу только в середине девятнадцатого века), причём в ансамблях строчка Гульельмо расположена под строчкой дона Альфонсо.
Ария Феррандо «Ah, lo veggio, quell’anima bella» (N. 24) настолько трудна для исполнения, что её очень редко исполняют не только в спектаклях, но даже и на студийных аудиозаписях.

## Премьера
Премьера состоялась в венском Бургтеатре 26 января 1790 года. Опера была принята холодно и прошла всего десять раз.
В премьере принимали участие Адриана Феррарезе (Фьордилиджи), Луиза Вильнёв (Дорабелла), Франческо Бенуччи (Гульельмо), Винченцо Кальвези (Феррандо), Франческо Буссани (дон Альфонсо) и Доротея Буссани (Деспина).
При жизни Моцарта опера исполнялась только в Вене и в Праге.

## Действующие лица
| Партия                                                            | Голос                      | Исполнитель на премьере 26 января 1790 (Дирижёр: Вольфганг Амадей Моцарт) |
| ----------------------------------------------------------------- | -------------------------- | ------------------------------------------------------------------------- |
| Фьордилиджи, дама из Феррары, живущая в Неаполе, сестра Дорабеллы | сопрано                    | Адриана Феррарезе                                                         |
| Дорабелла, дама из Феррары, живущая в Неаполе, сестра Фьордилиджи | Колоратурное меццо-сопрано | Луиза Вильнёв                                                             |
| Гульельмо, офицер, возлюбленный Фьордилиджи                       | баритон                    | Франческо Бенуччи                                                         |
| Феррандо, офицер, возлюбленный Дорабеллы                          | тенор                      | Винченцо Кальвези                                                         |
| Деспина, служанка Фьордилиджи и Дорабеллы                         | сопрано                    | Доротея Буссани                                                           |
| Дон Альфонсо, старик-философ                                      | бас                        | Франческо Буссани                                                         |
| Хор: солдаты, слуги, моряки                                       |                            |                                                                           |

## Краткое содержание

### Первое действие
Молодые офицеры Гульельмо и Феррандо похваляются достоинствами своих возлюбленных, сестёр Дорабеллы (возлюбленная Феррандо) и Фьордилиджи (возлюбленная Гульельмо), восхваляют их верность. Бывалый философ дон Альфонсо не верит в верность женщин и предлагает на спор подвергнуть их возлюбленных испытанию. В предвкушении быстрой победы, молодые люди соглашаются.
Дон Альфонсо сообщает сёстрам, что их женихов призвали на войну. Влюблённые в слезах прощаются друг с другом.
Дон Альфонсо, заручившись поддержкой служанки сестер Деспины, приводит в дом к девушкам молодых албанцев, которые на самом деле переодетые Гульельмо и Феррандо. Они начинают «ухаживать наоборот»: Гульельмо — за Дорабеллой, Феррандо — за Фьордилиджи. Сестры в гневе выгоняют их. Те не оставляют девушек в покое. Притворившись умирающими, они требуют немедленной помощи в виде поцелуя. Однако обман раскрыт, и дон Альфонсо вновь терпит поражение.

### Второе действие
Между тем, оставшись наедине друг с другом, девушки признаются Деспине, что молодые люди пришлись им по душе, при этом Дорабелле приглянулся Гульельмо, а Фьордилиджи — Феррандо. Деспина уговаривает их пойти на свидания — зачем терять молодые годы, ведь их женихи вряд ли хранят им верность на войне.
Во время прогулки в парке Гульельмо объясняется в любви к Дорабелле, и она принимает его любовь. Но Фьордилиджи продолжает ждать своего жениха, признания Феррандо отвергнуты.
Фьордилиджи готова бежать из города от своего чувства, но в последний момент уступает настойчивости Феррандо. Девушки согласны прямо сегодня выйти замуж и следовать за «албанцами» на их родину.
Переодетая нотариусом Деспина подписывает брачные контракты, но в этот момент раздаются звуки военного марша. «Албанцы» исчезают, а появляются «вернувшиеся с войны» женихи. Увидев контракты, они обвиняют в неверности своих возлюбленных, но дон Альфонсо, не желающий зла молодым, мирит их, утверждая, что «так поступают все женщины»: это «потребность сердца», и обвинять за ошибки стоит не других, а только себя, относясь ко всему философски. Лучший способ удержать любимую — не расставаться с нею.

## Состав оркестра
Партитура Моцарта включает:
- 2 флейты, 2 гобоя, 2 кларнета (in A, B и C), 2 фагота
- 2 валторны, 2 трубы
- Литавры
- Струнные

Бас континуо:
- Клавесин и виолончель

## Известные постановки в России
- 1986 — Большой театр. Дирижёр — Марк Эрмлер[9]
- 2011 — Пермский академический театр оперы и балета имени Петра Ильича Чайковского. Музыкальный руководитель проекта и дирижёр — Теодор Курентзис[10].
- 2012 — Санкт-Петербургский государственный детский музыкальный театр «Зазеркалье». Музыкальный руководитель проекта и дирижёр — Павел Бубельников[11].
- 2014 — Большой театр. Музыкальный руководитель проекта и дирижёр — Стефано Монтанари[12].
- 2015 — Нижегородский государственный академический театр оперы и балета имени А. С. Пушкина. Режиссёр-постановщик — Заслуженный артист РФ Дмитрий Суханов, дирижёр-постановщик — Сергей Вантеев[13].

## Музыкальные номера
- Увертюра

Акт I
- N. 1 Терцет La mia Dorabella capace non è (Феррандо, Дон Альфонсо, Гульельмо)
- N. 2 Терцет È la fede delle femmine (Феррандо, Дон Альфонсо, Гульельмо)
- N. 3 Терцет Una bella serenata (Феррандо, Дон Альфонсо, Гульельмо)
- N. 4 Дуэт Ah guarda sorella (Фьордилиджи, Дорабелла)
- N. 5 Ария Vorrei dir, e cor non ho (Дон Альфонсо)
- N. 6 Квинтет Sento oddio, che questo piede (Фьордилиджи, Дорабелла, Феррандо, Дон Альфонсо, Гульельмо)
- N. 7 Дуэт Al fato dàn legge (Феррандо, Гульельмо)
- N. 8 Хор Bella vita militar
- N. 9 Квинтет Di scrivermi ogni giorno (Фьордилиджиі, Дорабелла, Феррандо, Дон Альфонсо, Гульельмо)
- N. 10 Терцет Soave sia il vento (Фьордилиджи, Дорабелла, Дон Альфонсо)
- N. 11 Речитатив Ah scostati и
  - Ария Smanie implacabili (Дорабелла)
- N. 12 Ария In uomini! In soldati (Деспина)
- N. 13 Секстет Alla bella Despinetta (Фьордилиджи, Дорабелла, Деспина, Феррандо, Дон Альфонсо, Гульельмо)
- N. 14 Речитатив Temerari, sortite fuori di questo loco и
  - Ария Come scoglio immoto resta (Фьордилиджи)
- N. 15 Ария Non siate ritrosi (Гульельмо)
- N. 16 Терцет E voi ridete? (Феррандо, Дон Альфонсо, Гульельмо)
- N. 17 Ария Un’aura amorosa (Феррандо)
- N. 18 Финал
  - Ah che tutta in un momento (Фьордилиджи, Дорабелла)
  - Si mora, sì si mora (Фьордилиджи, Дорабелла, Феррандо, Дон Альфонсо, Гульельмо)
  - Eccovi il medico, signore belle (Фьордилиджи, Дорабелла, Деспина, Феррандо, Дон Альфонсо, Гульельмо)
  - Dove son! (Фьордилиджи, Дорабелла, Деспина, Феррандо, Дон Альфонсо, Гульельмо)
  - Dammi un bacio, o mio tesoro (Фьордилиджи, Дорабелла, Деспина, Феррандо, Дон Альфонсо, Гульельмо)

Акт II
- N. 19 Ария Una donna a quindici anni (Деспина)
- N. 20 Дуэт Prenderò quel brunettino (Фьордилиджи, Дорабелла)
- N. 21 Дуэт с хором Secondate, aurette amiche (Феррандо, Гульельмо, хор)
- N. 22 Квартет La mano a me date (Деспина, Феррандо, Гульельмо, Дон Альфонсо)
- N. 23 Дуэт Il core vi dono (Дорабелла, Гульельмо)
- N. 24 Речитатив Barbara! Perché fuggi? (Феррандо, Фьордилиджи) и
  - Ария Ah lo veggio, quell’anima bella (Феррандо)
- N. 25 Речитатив Ei parte… senti… и
  - Рондо Per pietà, ben mio, perdona (Фьордилиджи)
- N. 26 Речитатив Il mio ritratto! (Феррандо, Гульельмо) и
  - Ария Donne mie, la fate a tanti (Гульельмо)
- N. 27 Речитатив In qual fiero contrasto и
  - Каватина Tradito, schernito (Феррандо)
- N. 28 Ария È amore un ladroncello (Дорабелла)
- N. 29 Дуэт Fra gli amplessi in pochi istanti (Фьордилиджи,Феррандо)
- N. 30 Анданте Tutti accusan le donne (Дон Альфонсо, Феррандо, Гульельмо)
- N. 31 Финал
  - Fate presto, o cari amici (Деспина, Дон Альфонсо, хор)
  - Benedetti i doppi coniugi (Хор, Фьордилиджи, Дорабелла, Феррандо, Гульельмо)
  - Канон E nel tuo, nel mio bicchiero (Фьордилиджи, Дорабелла,Феррандо, Гульельмо)
  - Miei signori, tutto è fatto (Фьордилиджи, Дорабелла, Деспина, Феррандо, Дон Альфонсо, Гульельмо)
  - Bella vita militar (Хор, Фьордилиджи, Дорабелла, Деспина, Феррандо, Дон Альфонсо, Гульельмо)
  - Sani e salvi agli amplessi amorosi (Фьордилиджи, Дорабелла, Деспина, Феррандо, Дон Альфонсо, Гульельмо)
  - Fortunato l’uom che prende ogni cosa pel buon verso (Фьордилиджи, Дорабелла, Деспина, Феррандо, Дон Альфонсо, Гульельмо)

## Избранная дискография
(солисты даются в следующем порядке: Фьордилиджи, Дорабелла, Гульельмо, Феррандо, Деспина, Дон Альфонсо)
- 1955 — Дир. Герберт фон Караян; солисты: Элизабет Шварцкопф, Нэн Мерриман, Роландо Панераи, Леопольд Симоно, Лиза Отто, Сесто Брускантини; Лондонский филармонический оркестр.
- 1963 — Дир. Карл Бём; солисты: Элизабет Шварцкопф, Криста Людвиг, Джузеппе Таддеи, Альфредо Краус, Ханни Штеффек, Вальтер Берри; Венский филармонический оркестр.
- 1974 — Дир. Георг Шолти; солисты: Пилар Лоренгар, Тереза Берганца, Том Краузе, Райланд Дэвис, Жанна Бербье, Габриэль Бакье; Лондонский филармонический оркестр.
- 1976 — Дир. Колин Дэвис; солисты: Монсеррат Кабалье, Джанет Бейкер, Владимиро Гандзаролли, Николай Гедда, Иляна Которубаш, Томас Аллен; Оркестр Лондонской Королевской оперы Ковент-Гарден.
- 1992:

Дир. Сигизвальд Кёйкен; солисты: Соиле Исокоски, Моника Гроп, Пер Воллестад, Маркус Шефер, Нэнси Арджента, Хюб Классенс; оркестр La Petite Bande.
Дир. Джон Элиот Гардинер; солисты: Аманда Рукрофт, Роза Маннион, Родни Гилфри, Райнер Трост, Эйриан Джеймс, Карлос Феллер; оркестр Английские барочные солисты.
- 1994 — Дир. Георг Шолти; солисты: Рене Флеминг, Анне Софи фон Оттер, Олаф Бер, Фрэнк Лопардо, Аделина Скарабелли, Микеле Пертузи; Камерный оркестр Европы.

## Видеозаписи
- 2014, 26 апреля. Дирижёр — Джеймс Левайн. Режиссёр — Гэри Халворсон. Фьордилиджи — Сюзанна Филлипс (англ. Susanna Phillips). Дорабелла — Изабель Леонард. Деспина — Даниэль де Низ. Феррандо — Мэттью Поленцани (англ. Matthew Polenzani). Гульельмо — Родион Погосов (англ. Rodion Pogosov). Дон Альфонсо — Маурицио Мураро (англ. Maurizio Muraro). Оркестр и хор Метрополитен-оперы. Ведущая — Рене Флеминг[14].

## Комментарии
1. ↑  Краткое русское название оперы — «Так поступают все» по аналогии с итальянским, состоящим тоже из трёх слов — Così fan tutte. Однако «tutte» употребляется только с женским родом (с мужским — «tutti»), и точным переводом на русский будет именно «Так поступают все женщины».